# Farel College (Amersfoort)
Het Farel College is een protestants-christelijke scholengemeenschap voor vmbo, havo, vwo en Tweetalig onderwijs in Amersfoort. Deze school maakt deel uit van de scholengemeenschap Meerwegen Scholengroep.
De school werd in 1971 opgericht als afsplitsing van het Corderius College, en ging in 1972 van start voor leerlingen in het noordelijk deel van Amersfoort en de omliggende plaatsen als Hoogland, Bunschoten-Spakenburg en Nijkerk. Naamgever was de kerkhervormer Guillaume Farel.
Van 1972 tot 1975 stond de school onder leiding van Klaas de Jong Ozn, die daarna staatssecretaris werd in het kabinet-Den Uyl.
Sinds 2022 staat de school onder leiding van rector Gijs van Andel.
Het Farel College had van 2013 - 2023 ook een tweede locatie op de J. P. Sweelinckstraat 4, zogenaamd 'Farel academy'. Deze locatie werd gebruikt omdat er te weinig lokalen waren op hun hoofdgebouw op de Paladijnenweg 101. Deze locatie wordt niet meer gebruikt in verband met het leerlingtekort. 

## Bekende oud-leerlingen
- Sidney Samson (diskjockey)
- Femke Bol (atleet)